# Union County (Arkansas)
Das Union County ist ein County im US-Bundesstaat Arkansas. Der Verwaltungssitz (County Seat) ist El Dorado.

## Geographie
Das County liegt im äußersten Süden von Arkansas, grenzt an Louisiana und hat eine Fläche von 2.733 Quadratkilometern, wovon 42 Quadratkilometer Wasserfläche sind. Es grenzt an folgende Countys und Parishes:
| Ouachita County              | Calhoun County           | Bradley County               |
| Columbia County              |                          | Ashley County                |
| Claiborne Parish (Louisiana) | Union Parish (Louisiana) | Morehouse Parish (Louisiana) |

## Geschichte
Union County wurde am 2. November 1829 aus Teilen des Clark County und des Hempstead County gebildet.

## Demografische Daten

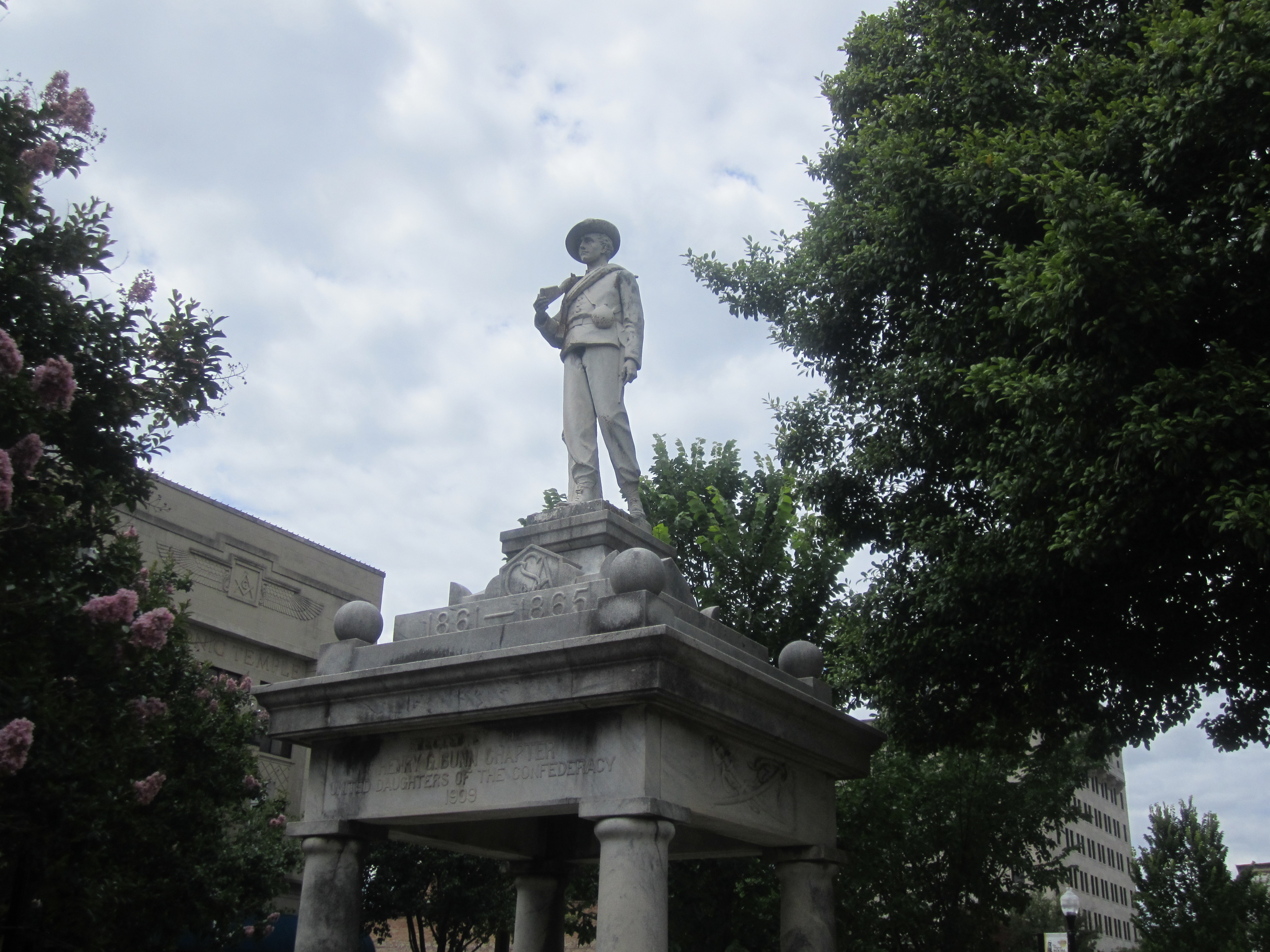
El Dorado Confederate Monument in El Dorado (2011). Diese 1910 errichtete Statue eines Soldaten der Konföderierten Armee ist seit April 1996 im NRHP eingetragen.

Nach der Volkszählung im Jahr 2000 lebten im Union County 45.629 Menschen. Davon wohnten 983 Personen in Sammelunterkünften, die anderen Einwohner lebten in 17.989 Haushalten und 12.646 Familien. Die Bevölkerungsdichte betrug 17 Einwohner pro Quadratkilometer. Ethnisch betrachtet setzte sich die Bevölkerung zusammen aus 66,15 Prozent Weißen, 31,97 Prozent Afroamerikanern, 0,24 Prozent amerikanischen Ureinwohnern, 0,40 Prozent Asiaten, 0,01 Prozent Bewohnern aus dem pazifischen Inselraum und 0,46 Prozent aus anderen ethnischen Gruppen; 0,77 Prozent stammen von zwei oder mehr Ethnien ab. Unabhängig von der ethnischen Zugehörigkeit waren 1,14 Prozent der Bevölkerung spanischer oder lateinamerikanischer Abstammung.
Von den 17.989 Haushalten hatten 32,2 Prozent Kinder oder Jugendliche im Alter unter 18 Jahre, die mit ihnen zusammen lebten. 51,3 Prozent waren verheiratete, zusammenlebende Paare, 15,2 Prozent waren allein erziehende Mütter, 29,7 Prozent waren keine Familien. 26,9 Prozent aller Haushalte waren Singlehaushalte und in 12,1 Prozent lebten Menschen im Alter von 65 Jahren oder darüber. Die Durchschnittshaushaltsgröße lag bei 2,48 und die durchschnittliche Familiengröße bei 3,00 Personen.
25,9 Prozent der Bevölkerung waren unter 18 Jahre alt, 8,3 Prozent zwischen 18 und 24, 27,0 Prozent zwischen 25 und 44, 22,7 Prozent zwischen 45 und 64 und 16,1 Prozent waren 65 Jahre oder älter. Das Durchschnittsalter betrug 38 Jahre. Auf 100 weibliche kamen statistisch 91,6 männliche Personen und auf 100 Frauen im Alter von 18 Jahren und darüber kamen durchschnittlich 86,0 Männer.
Das jährliche Durchschnittseinkommen eines Haushalts betrug 29.809 USD, das Durchschnittseinkommen der Familien 36.805 USD. Männer hatten ein Durchschnittseinkommen von 31.868 USD, Frauen 19.740 USD. Das Prokopfeinkommen betrug 16.063 USD. 14,7 Prozent der Familien und 18,7 Prozent der Einwohner lebten unterhalb der Armutsgrenze.

## Kultur und Sehenswürdigkeiten

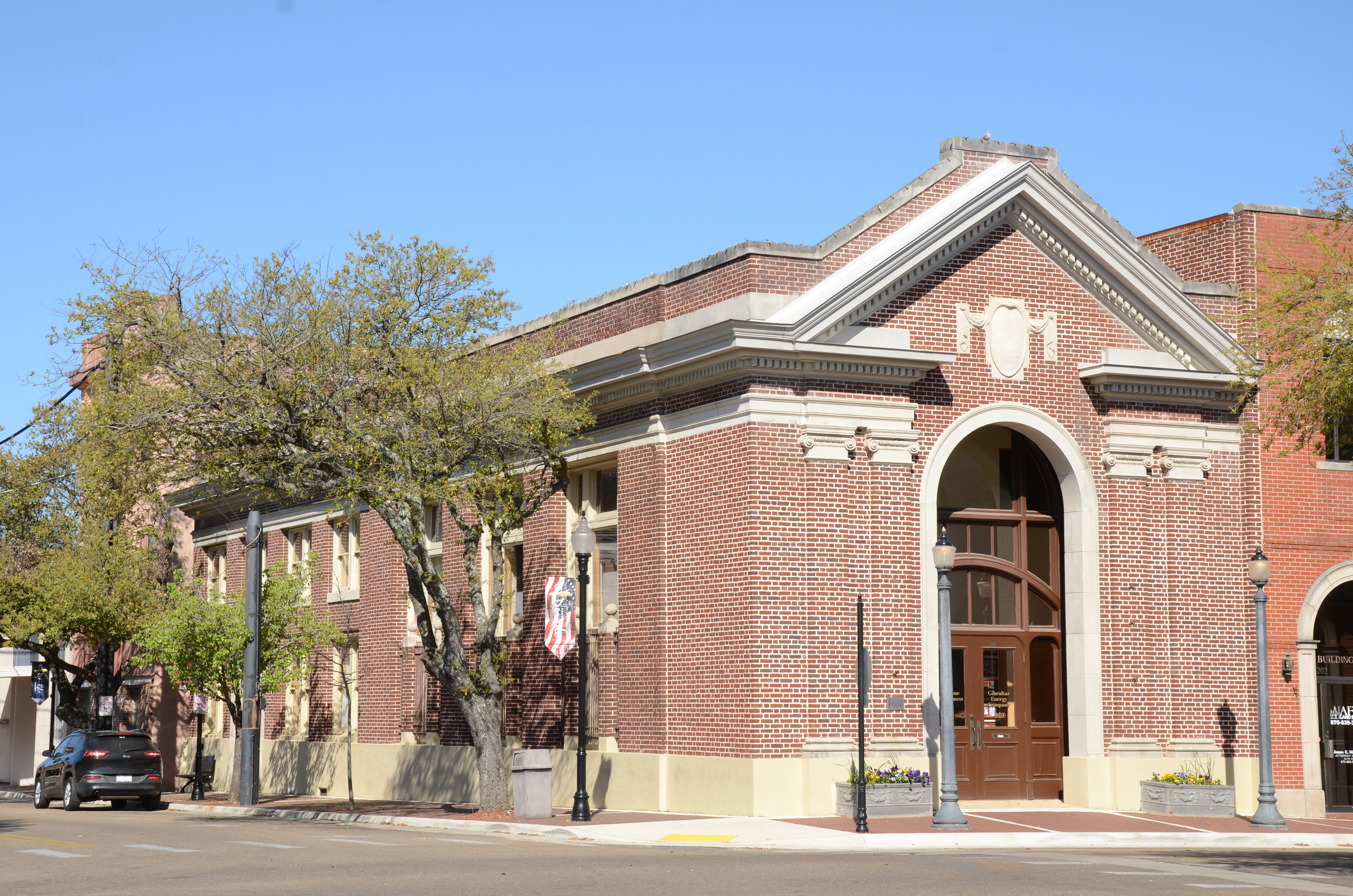
Bank of Commerce in El Dorado (2016). Dieses 1920 fertiggestellte Bankgebäude wurde im März 1982 als erstes Objekt des County im NRHP eingetragen.

36 Bauwerke, Stätten und historische Bezirke (Historic Districts) des Countys sind im National Register of Historic Places („Nationales Verzeichnis historischer Orte“; NRHP) eingetragen (Stand 20. Juli 2022), darunter das Gerichts- und Verwaltungsgebäude des County, zwei Freimaurertempel und ein Kino.

## Orte im Union County
Citys
| - Calion - El Dorado - Huttig - Junction City | - Norphlet - Smackover - Strong |

Town
- Felsenthal

Unincorporated Communitys
| - Bolding - Lawson - Mount Holly | - Pleasant Grove - Urbana |

weitere Orte
- Aurelle
- Blanchard Springs
- Cairo
- Caledonia
- Cargile
- Catesville
- Champagnolle
- Cornie
- Crain City
- Dodge City
- Dollar Junction
- Dumas City
- Foster Hill
- Gardner
- Herma
- Hillsboro
- Kenova
- Kinard
- Lapile
- Lisbon
- Marysville
- McGlendon Mill
- New Caledonia
- New Hope
- New London
- Newell
- Nick Springs
- Nugulf
- Old Lapile
- Old Union
- Parkers Chapel
- Payne
- Quinn
- Ritchie
- Sandy Bend
- Sandy Land
- Sawmill
- Shuler
- Smith
- Smithville
- Three Creeks
- Union
- Victoria
- Wesson

Townships
- Boone Township
- Cornie Township
- El Dorado Township
- Franklin Township
- Garner Township
- Harrison Township
- Henderson Township
- Jackson Township
- Johnson Township
- Lapile Township
- Norphlet Township
- Smackover Township
- Tubal Township
- Van Buren Township
- Wesson Township
- Wilmington Township